# La verdadera historia del cine
La verdadera historia del cine (1995) es un falso documental que pretende contar la historia de Colin McKenzie, un pionero cineasta neozelandés. La idea fue concebida por Costa Botes en 1990, quien un año más tarde se lo mencionaría a Peter Jackson para participar en el documental. La película, realizada con motivo de las celebraciones del centenario del cine, fue transmitida por primera vez el 28 de octubre de 1995 por el canal de televisión neozelandés “TV ONE” y más tarde se presentó en varios festivales internacionales de cine, como el Festival de Cine de Toronto y el Fantasporto.

## Sinopsis
La verdadera historia del cine es un falso documental que nos muestra cómo el director, Peter Jackson, encuentra en un cobertizo cientos de películas de nitrato de 35 mm grabadas a principios de siglo por el neozelandés Colin McKenzie. A partir de ese momento, comienza una investigación a fondo sobre ese pionero del cine hasta entonces desconocido. Este curioso personaje descubre el travelling, el primer plano, el sonido y la grabación en color antes de su creación documentada históricamente. Además graba el primer vuelo realizado por el hombre, llevado a cabo por Richard Pierse, desmontando así a los hermanos Wright.
Este documental cuenta también con falsos testimonios del actor y director Sam Neill  y del documentalista John O´Shea y con intervenciones del archivista Jonathan Morris, del historiador de cine Leonard Maltin y del productor de Miramax Films, Harvey Weinstein.
Durante el documental se analizarán los pasos que sigue McKenzie para grabar “Salomé”, la obra maestra de Colin. Peter Jackson encuentra esas grabaciones durante el rodaje del documental y las montará para estrenar la película el 3 de septiembre de 1995 en Nueva Zelanda, con una enorme acogida por parte del público.

## Colin McKenzie
Colin McKenzie nace el 7 de febrero de 1888 en Geraldine, Nueva Zelanda bajo el seno de una familia humilde. Junto a su hermano Brooke, con el cual está muy unido, construye su primera cámara a los 12 años. Después de un tiempo grabando multitud de tomas, decide llevar a cabo su primer largometraje, hecho al que se opuso su padre, que le rompió todo el material que hasta entonces había construido excepto la cámara escondida previamente por su madre.
Tiempo después establece relación con Richard Piarse, el primer hombre que consigue volar. Colin captura ese primer vuelo, gracias al cual se hacen una serie de investigaciones que revelan que Pierse vuela oficialmente nueve meses antes que los hermanos Wright. Sin embargo, los problemas con su padre continúan, así que Colin se escapa de su casa a los 15 años y en 1905 crea junto a su hermano Brooke “Colum”, una productora de cine que comienza registrando bodas, bautismos y comuniones.
En 1908 graba The Warriors Seasons, el primer largometraje de la historia, en el cual introduce una serie de métodos revolucionarios que le permitirán sincronizar el sonido con sus películas. Sin embargo, los diálogos de dicha película eran en chino, y olvidó ponerle subtítulos, por lo que el público, sorprendido en un primer momento por el sonido, terminó aburriéndose y abandonando la sala. Esto supuso un duro momento para Colin, que renuncia a todos sus experimentos de sonido.
A partir de ese momento, se centra en otra de sus obsesiones técnicas, el color. Descubre una fórmula para hacer película en colores, pero la planta que utiliza resulta difícil de encontrar y solo crece en Tahití, donde se dirige con su hermano Bruke. Tras muchos esfuerzos y meses de trabajo, logran grabar una película en color que duraba veintidós segundos, "Colour Test" (1911).
Se trataba de una prueba, pero, a lo largo de la misma, irrumpieron en mitad del plano algunas nativas semidesnudas, lo que les costó seis meses de cárcel y trabajos forzados a los hermanos McKenzie a su vuelta a Nueva Zelanda, por exhibición de material obsceno.
Al salir de la cárcel decide grabar una película sobre Salomé y San Juan Bautista. Él mismo representará a San Juan Bautista y Brooke sería Narraboth, el capitán de la guardia de Herodes. Tras una larga búsqueda conoce a Maybelle, que representará a Salomé. Colin se enamora perdidamente de Maybelle hasta el punto de grabarla cada vez más cerca, inventando así el primer plano. Maybelle, sin embargo, se enamorará de su hermano Brooke y se casarán, por lo que Colin suspende la grabación.
Con el comienzo de la Primera Guerra Mundial, Brooke se alista en el ejército y graba todo lo que ocurre en Gallipolli con una cámara hecha por Collin, pero después de muchas batallas, Brooke muere, haciendo que Mckenzie caiga en una profunda depresión y desaparezca durante tres largos años. En 1918, cuando acaba la guerra, Colin regresa dispuesto a reanudar el rodaje de "Salomé" a lo grande. La película durará cuatro horas y contará con miles de extras.
Al llegar a lugar de grabación, los extras y Maybelle se encuentran con una enorme ciudad bíblica, considerada la mayor construcción hecha por el hombre. Allí comienza el rodaje, que no durará mucho, ya que al poco tiempo Collin se queda sin dinero. Es entonces cuando comienza a trabajar junto a Stan Willson, un payaso con el que se dedicará a grabar cámaras ocultas que le permitirán poco a poco financiar "Salomé" pero, después de un problema con el primer ministro, esas grabaciones se acaban y con ellas la financiación de la película, por lo que Collin tiene que buscar nuevas fuentes de ingreso.
Conoce a Rex Solomon, un rico devoto dueño de Majestic Lion Pictures que le ayudará a financiar la película. Sin embargo, el acuerdo entre Solomon y McKenzie duró poco, ya que Solomon lo perdió todo en el crack de 1929 y McKenzie se quedó de nuevo sin financiación para Salomé.
Consiguió otra fuente de financiación en el aparato de propaganda de la Unión Soviética, pero los mafiosos hermanos Palermo le reclamaban el negativo de la película, ya que se habían quedado con todas las propiedades de Solomon. A partir de aquí, Colin emprende una carrera contrarreloj y se obsesiona con acabar "Salomé" como sea, lo que tendrá duras consecuencias para él y su familia, pues hace trabajar a Maybelle durante horas y horas, a pesar de estar embarazada. Por un lado, tenía que rodar un drama revolucionario para los rusos pero, por otro, quería acabar su película tal y como él quería. Así, de cada cinco tomas que rodaba, una era para los rusos y las cuatro restantes para su proyecto personal. Al final, Maybelle tuvo un parto prematuro y tanto ella como su hijo murieron cuando solo faltaba por rodar una escena de "Salomé". Colin enterró la película junto a su familia y se marchó el 27 de julio de 1931 para no regresar jamás a Nueva Zelanda.
Primero fue a Argelia, donde cayó en el alcoholismo y ,en 1936, lo encontramos en la Guerra Civil Española, que es donde conoció a Hannah Simpson, una joven neozelandesa que trabajaba en un hospital de la Cruz Roja y con la que poco después se casaría. Los últimos días de Collin se remontan a 1937, en plena Guerra Civil Española, durante la Batalla de Málaga en la que graba su propia muerte.

## Recepción
La verdadera historia del cine es considerada por muchos una película de culto, tanto por su contenido, como por el fenómeno que se generó en su estreno en la televisión neozelandesa. Este caso puede ser comparado de manera significativa con la dramatización radiofónica de Halloween que hizo Orson Welles el 30 de octubre de 1938 de La guerra de los mundos de H. G. Wells. La audiencia creyó que las imágenes y los testimonios incluidos en el documental eran ciertos, que realmente Colin McKenzie era un pionero en el cine y el inventor del cine sonoro y del color, y que Richard Piarse fue el hombre que realizó el primer vuelo, antes que los Hermanos Wright. Esto fue posible gracias a que el documental se proyectó ante un público de Nueva Zelanda totalmente ajeno a la verdadera realidad, cuya población creyó que tenía un nuevo héroe nacional. El fenómeno llegó a tal punto que la prensa de Nueva Zelanda propuso que se construyera una estatua de Colin McKenzie. Los días siguientes al estreno, los directores se vieron obligados a aclarar en televisión que el contenido era totalmente ficticio, que no buscaban directamente el escándalo, ni siquiera como forma de promoción, sino jugar con los géneros. Junto con el codirector Costa Botes, Jackson ha reunido uno de los falsos documentales más interesantes del género popularizado por primera vez por This is Spinal Tap.
Para añadir verosimilitud a la narración, La verdadera historia del cine incluye todos los trucos del documental: fotografías antiguas, imágenes de archivo, expertos y entrevistas de testigos, recortes de periódicos, etc. En las entrevistas a expertos se incluyen: el crítico historiador Leonard Maltin; Harvey Weinstein, el dueño de Miramax Films quien revela que su empresa va a distribuir "Salomé"; el actor Sam Neill y el director John O'Shea. También se incluyen comentarios de los dos directores, Peter Jackson y Costa Botes.
Además, añade efectos especiales para recrear antiguos y dañados materiales videográficos, que hace que sea más fácil creer que estamos viendo unas bobinas almacenadas en un cobertizo durante cincuenta años. También incluye al final del documental las imágenes de la premier de la película reconstruida "Salomé". La farsa también continúa durante los créditos, donde agradecen que la Comisión de Cine de Nueva Zelanda ayudara a la restauración de "Salomé" de McKenzie.
Todo esto contribuye a creer lo que vemos en el documental, además de que confiamos en el género documental como tal, ya que siempre es totalmente distinguible de lo ficticio, excepto como en este caso, el de los falsos documentales o mockumentary.
El documental fue presentado de manera intencionada en el centenario del cinematógrafo para rendirle homenaje, y se plantea su desarrollo como un recorrido por la historia del cine. Mantiene todo el tiempo la verosimilitud histórica, sin dejar de dialogar irónicamente con el interlocutor, al que se lanzan constantes guiños relacionados con la historia del cine y todos los tópicos del siglo XX, en los que McKenzie aparece como protagonista más o menos casual, lo que hubiera sido materialmente imposible en la realidad.
La narrativa es rápida, y juega con el suspense, lo que no suele ser frecuente en los documentales al uso, por lo que consiguió unos índices de audiencia que este género informativo no suele nunca alcanzar. Resulta una historia apasionante, con el añadido de que todo parece haber ocurrido de verdad.
No es muy distinto el rodaje de La verdadera historia del cine del de El señor de los anillos, aunque tengan distinta finalidad, ambas producciones son películas de aventuras. En la vida de este héroe marcada por el azar se mezcla el amor, la aventura, el humor y la tragedia. Además, este documental sirvió para que los productores y colaboradores de la trilogía confiaran en el desconocido director, que enviaba el documental como carta de presentación.
A Collin McKenzie se le atribuía la invención del travelling, el primer largometraje de la historia que además incorporaba sonido y el color; pero la realidad es que el travelling lo utilizó por primera vez uno de los operadores de los hermanos Lumière, el primer largometraje de la historia fue The Story of the Kelly Gang (1906) de Charles Tait, la primera vez que se utilizó el sonido fue en The Jazz Singer (1927),y la primera película en color realizada mediante el proceso de Kinemacolor fue The World, the Flesh and the Devil (1914). En cuanto a Salomé, hay varias versiones pero sobre todo recuerda a la dirigida por William Dieterle en 1953.

## Reparto
- Peter Jackson
- Johnny Morris
- Costa Botes
- Harvey Weinstein
- Leonard Maltin
- Sam Neill
- Marguerite Hurst
- John O’Shea
- Lindsay Shelton
- Beatrice Ashton
- Peter Corrigan como Stan the Man.
- Sarah McLeod
- Thomas Robins como Collin McKenzie.
- Davina Whitehouse
- Jeffrey Thomas como narrador.

## Dirección

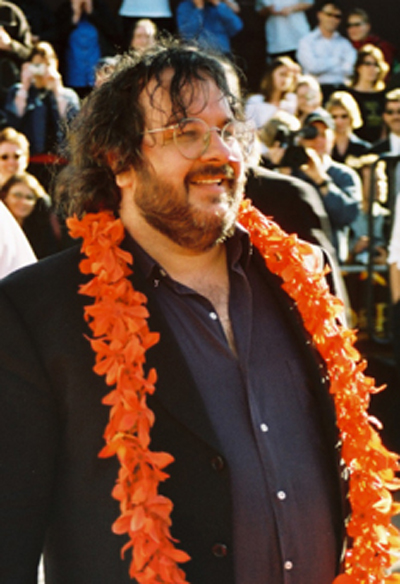
Peter Jackson

### Peter Jackson
Peter Jackson, uno de los directores de este falso documental, nació en Pukerau Bay (Nueva Zelanda) en 1961. El primer largometraje de su carrera cinematográfica fue Bad Taste (1987), que terminó convirtiéndose en una película de culto. Sus siguientes películas fueron Meet the Feebles (1989), Braindead (1992) y Criaturas celestiales (1994). Dos años después, sería cuando estrenaría La verdadera historia del cine (1996). Después se produciría su salto al cine comercial con El señor de los anillos (2001). Es el dueño de Wingnut Films, la productora de este documental.

### Costa Botes
Costa Botes nació en 1958 en Nueva Zelanda. Es el otro director de La verdadera historia del cine. Su primer largometraje, Saving Grace (1998), está basado en la obra de Duncan Sarkies. Además, Botes ha trabajado como director en varios programas de televisión como Ray Bradbury Theater y La Tribu.
Sin embargo, Costa siempre se ha centrado en los documentales, tanto es así que fue escogido personalmente por Peter Jackson para capturar la producción de la trilogía para los documentales de El señor de los anillos.        
Peter Jackson y Costa Botes querían hacer un homenaje a todos los neozelandeses, por esta razón, crearon a Colin McKenzie, que iba convertirse en un héroe nacional.

## Behind the Bull: Forgotten Silver
En el documental se incluye como extra el documental Behind the Bull: Forgotten Silver, que aporta gran información sobre la realización de la película, como por ejemplo cómo crearon las imágenes y las ruinas de “Salomé”. En él se incluyen entrevistas a Peter Jackson y Costa Botes, Thomas Robins, Mike Horton, Brian Scadden, Chris Coad, Steve Roche y Peter Corrigan; acompañadas de escenas detrás de las cámaras y de la reacción del público a la primera proyección. También se incluye una selección de escenas eliminadas.

## Apartado técnico
| Color                  | Relación de Aspecto | Formato del negativo | Proceso cinematográfico | Formato de la película impresa |
| ---------------------- | ------------------- | -------------------- | ----------------------- | ------------------------------ |
| Blanco y negro - Color | 1.66: 1             | 35 mm                | Esférico                | 35 mm                          |

## Críticas
Kauffmann, Stanley (2000). La broma maliciosa de La verdadera historia del cine realmente se registra. The New Republic.

Gonsalves, Rob (2007). Muy al margen de ser quizá la broma más elaborada en la carrera de Jackson hasta la fecha (o desde), La verdadera historia del cine es una pieza brillante de la cinematografía. eFilmCritic.com

Major, Wade (2002). La verdadera historia del cine tiene mayor éxito, ya que fue dado a luz por el propio amor innato de los realizadores para el arte y la historia de la creación de películas. Una alegría que sangra a través de cada fotograma de la película. Boxoffice.

Van Gelder, Lawrence (1997). Hecha por Peter Jackson y Costa Botes, La verdadera historia del cine es un magnífico cuento chino. Al igual que una combinación de Zelig de Woody Allen  y de This Is Spinal Tap de Rob Reiner, esta rica comedia logra simultáneamente posicionar a su héroe en la trayectoria de grandes acontecimientos mientras envía su tema, la historia del cine, con informada maestría, gran afecto y alegría maliciosa. New York Times
Ripoll, Màrius. De entretenido visionado y lúdicos resultados, La verdadera historia del cine provocó en el momento de su estreno televisivo un revuelo de considerables proporciones. El público se dividió entre la gente que entendió el carácter irónico y divertido de la propuesta, y los más críticos, que se manifestaron indignados por lo que consideraban una tomadura de pelo y un engaño. Lo más divertido es que esta airada reacción pone de manifiesto que Peter Jackson y sus colaboradores finalmente se salieron con la suya: la quejas de los espectadores neozelandeses no eran de rechazo por la biografía ofrecida, sino por el desencanto de descubrir que Collin Mckenzie, su pionero y aventurero compatriota, no era más que una acertada invención.

## Curiosidades
- Las fotografías que muestran a Colin y a Brooke McKenzie como niños son fotografías reales de la vendimia de la década de 1800. En realidad son el abuelo y el tío de la esposa del codirector Costa Botes.

- La entrevista con Sam Neill fue tomada durante el rodaje de Cinema of unease: a personal journey by Sam Neill (1995).

- El plano general de los momentos críticos de "Salomé" costó tanto que se fue de la mitad del presupuesto de la película. El plano consta de decenas de extras y una extensa composición digital e ingeniera.

- El codirector Costa Botes señaló que en el proceso de envejecimiento de los fragmentos de películas falsificadas, el equipo de producción decidió evitar el uso de arañazos de línea, ya que lo considerada como demasiado obvio y un cliché. Para lograr esto, el equipo pasó una gran cantidad de tiempo arrastrando y frotando por el suelo de las instalaciones del laboratorio la película, llenándola de suciedad y polvo.

- La cadena de televisión que emitió por primera vez la película recibió montañas de correo insultante por el descontento e incluso amenazas de muerte. Algunas de estas cartas se ven recreadas en Behind the Bull: Forgotten Silver.

- Costa Botes quiso poner los créditos reales al final, pero Peter Jackson quería "seguir con la mentira", por lo que la mayor parte de los créditos finales son falsos. Sin embargo, los verdaderos actores que interpretan a las "personas reales falsas" se acreditan con sus nombres reales en "Por su generosa ayuda en la investigación gracias a…”

- El argumento de esta película fue parodiado en el programa televisivo de temática cinematográfica "La noche de..." de la cadena ETB. En este caso, el protagonista era Félix Linares, el presentador del mismo, al que se le atribuían todos los descubrimientos de la película.

- Existe un video amateur al estilo de los Celebrities Muchachada Nui, sobre el personaje.